# Carl Gustav Mosander

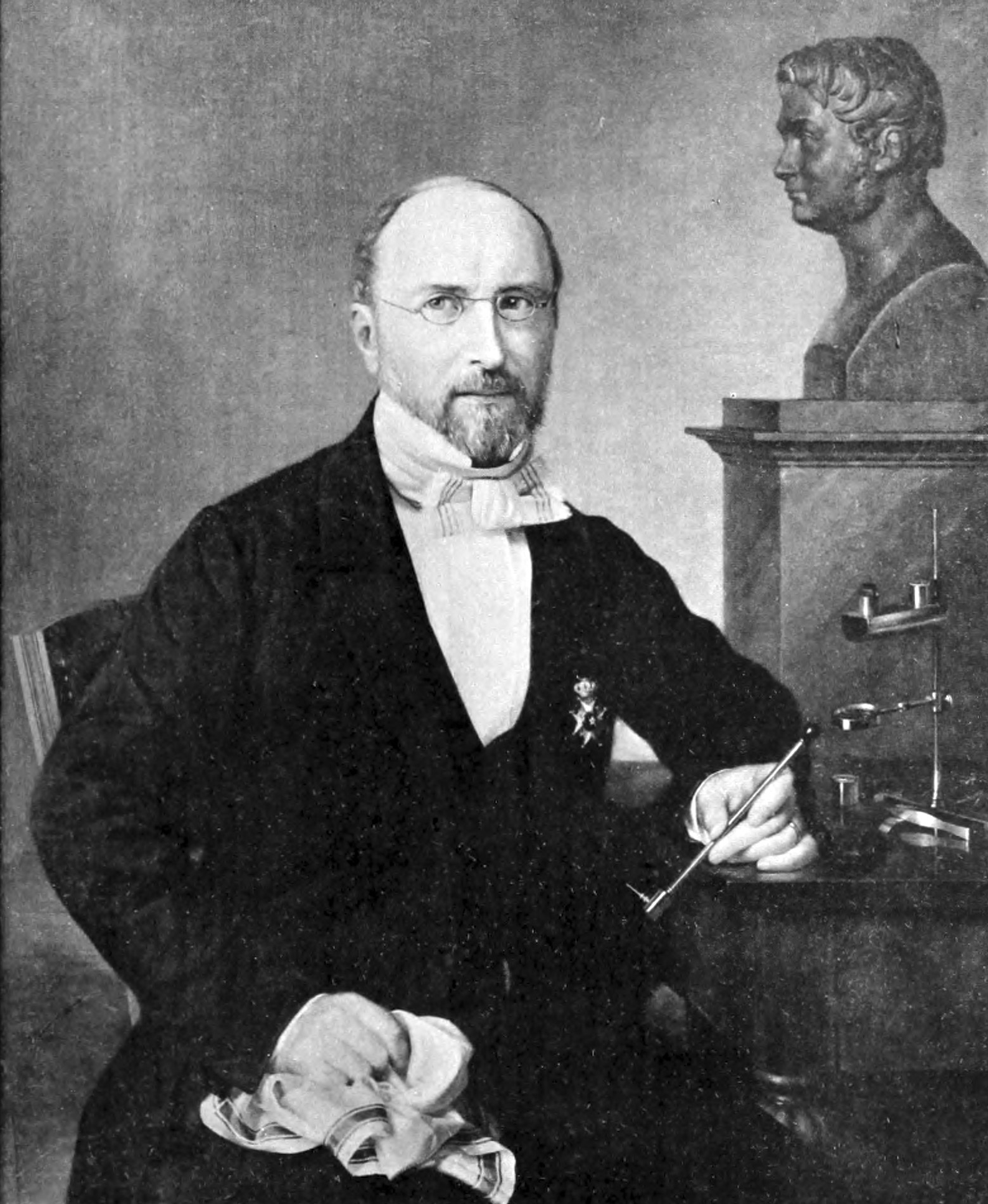
Carl Gustav Mosander.

Carl Gustav Mosander (* 10. September 1797 in Kalmar, Schweden; † 15. Oktober 1858 in Ängsholm, Schweden) war ein schwedischer Chemiker und Chirurg.

## Leben
Nach einer Apothekerlehre studierte Mosander ab 1819 Medizin. Später wirkte er als Professor für Chirurgie am Karolinska-Institut in Stockholm. Schon früh begeistert ihn Jöns Jacob Berzelius für die Chemie und wurde sein Mentor. 1836 trat er als ordentlicher Professor für Chemie und Pharmazie seine Nachfolge an.
1839 wurde Mosander zu Ehren ein neu entdecktes Lanthanmineral Mosandrit genannt.

## Leistungen
Mosander beschäftigte sich über 20 Jahre lang mit der Chemie der Seltenen Erden und entdeckte mehrere chemische Elemente.
1826 bemerkte er ein zusätzliches Oxid im Cerit. In den Jahren  1839 bis 1843 trennte er Ceriterde in Cer(IV)-, das spekulative Didymoxid und Lanthanoxid auf. Auf dieser Grundlage isolierte er erstmals Verbindungen des Lanthan (1839) und postulierte 1840 ein Element Didym, das sich später als Gemisch aus Praseodym und Neodym herausstellte.
1843 entdeckte er Yttrium, Erbium und Terbium aus der von Johan Gadolin 1794 beschriebenen Yttererde.